# 深海さとみ
深海 さとみ（ふかみ さとみ、1950年 - 2024年6月）は、日本の作曲家・箏曲家。福岡県出身。
元東京藝術大学准教授、宮城社大師範、深海邦楽会主宰、深海合奏団主宰、コロンビア大学邦楽マスタークラス講師、上野学園大学客員教授。

## 来歴
3歳より祖母深海澄子に箏を習い始め、16歳より宮城喜代子(人間国宝)、宮城数江に師事。
1973年、東京藝術大学音楽学部邦楽科卒業。在学中、砂川康江、小橋幹子に師事。宮城会全国箏曲コンクール1位入賞。
1975年、東京藝術大学大学院修士課程修了。東京、福岡にて第一回箏・三絃リサイタル開催。以後毎年開催。東京を拠点に、福岡でも指導を開始。本年より1986年まで宮城道雄記念館講師を務める。
1983年、昭和58年度文化庁芸術祭優秀賞受賞。
1985年、第6回松尾芸能賞新人賞受賞。
1986年、NHKテレビ番組「スタジオL」にて司会担当。
1987年、オリジナルLPレコード『夢幻想』発表、昭和62年度文化庁芸術作品賞受賞。
1993年、本年より東京藝術大学非常勤講師となる。
2000年、「古典を現代に」と題したリサイタルを開始し、古典の名曲に手付を施す。
2005年、全国小中学生箏曲コンクール審査員となる。
2012年、東京藝術大学准教授となる。
2018年、東京藝術大学退任。
2024年6月ごろに死去。葬儀は6月26日に行われた。

## 主な演奏活動
- 1976年　アメリカ建国200年公演
- 1980年　日仏文化使節（フランス各地にて1ヶ月演奏ツアー）
- 1981年　アジア民族音楽祭参加（於　ローマ）
- 1995年　全米9都市コンサート（アトランタ、ヒューストン、デトロイト、タンパ、デンバー、サンフランシスコ、ビッツバーク、ハワイ島、ラナイ島）
- 1996年　カンヌ日本音楽祭・スイス（バーゼル）公演
- 1997年　カナダ4都市コンサート（トロント、バンクーバー、バンフ、レジャイナ）
- 2006年　モスクワ　チャイコフスキー音楽院での演奏と指導
- 2014年9月9日　「中央文化交流演奏会」（中国音楽院）
- 2015年8月6日　広島原爆慰霊祭演奏（ベルリン在独日本大使館）
- 2017年6月15日　日本デンマーク国交樹立150年記念演奏会（デンマーク王位プレスハウス）
- 2018年3月18日　深海さとみ退任記念演奏会（東京藝術大学奏楽堂）映像(東京藝術大学音楽学部YouTubeチャンネル)
- 2019年11月10日　深海邦楽会演奏会・深海さとみ箏リサイタル開催（国立劇場）

## 出版物一覧

### CD録音
- LP「魅惑の箏」（東芝EMI　1982年）
- LP「地歌大鑑」（東芝EMI　1982年）
- CD「箏幻想」（オリジナルLP昭和62年度文化庁芸術祭作品賞受賞）（日本クラウン　1982年）
- CD「箏夢幻」（日本クラウン　1990年）
- CD『深海さとみ箏曲地唄集』（日本クラウン　2000年）
- CD「秋風幻想」（日本文化振興財団　2003年）
- CD「二曲一双」（日本文化振興財団　2007年）

### 楽譜
大日本家庭音楽会
- 北越雪譜より「雪むすめ」（1996年）
- 「たまずさに」―慕情―（1996年）
- 《秋風の曲》によせて「秋風幻想」（2003年7月）
- 「みだれによる」（2003年12月）
- 箏・三絃・十七絃による「松竹梅」（2005年5月）
- 箏・三絃・十七絃による「八千代獅子」（2005年5月）
- 深海さとみ手付けによる「さらし」（2006年4月）
- 深海さとみ手付けによる「岡康砧」（2007年7月）
- 箏と十七絃による「五段砧」（2018年1月）

### 著作
- 『深海さとみの箏エチュード 初心者〜専門家のための箏の基礎訓練』（邦楽ジャーナル　平成2015年5月）
- 『音楽のおくりもの　中学器楽』（教育出版　2017年1月）

### 論文
- 「戦前期の礼儀作法書における音楽関連の記述および その変容－書誌情報を通じた傾向の把握を中心に－」共（東京藝術大学研究紀要　2015年3月）
- 『箏曲における邦楽合奏の楽器配置に関する研究』共（科学研究費萌芽的挑戦研究16K13175研究報告　2018年3月）